# Prodrive Hunter
La Prodrive Hunter, nota anche come BRX Hunter, è un fuoristrada da competizione prodotto dalla scuderia automobilistica inglese Prodrive per partecipare a varie competizioni rally raid, tra le quali il Rally Dakar e il campionato del mondo rally raid. Dalla versione da corsa è stato successivamente sviluppato anche un modello omologato per l'utilizzo stradale.

## Contesto
Il 5 febbraio 2020 la Prodrive ha annunciato l'intenzione di costruire un nuovo prototipo per partecipare al Rally Dakar. Il progetto è stato finanziato da Mumtalakat, il fondo sovrano dello stato del Bahrein. Il successivo 15 giugno è stato presentato ufficialmente il fuoristrada Hunter, che ha poi fatto il suo debutto al Rally Dakar 2021. Il 16 marzo 2022 l'azienda ha poi annunciato il lancio di una versione stradale del modello, che si differenziava dalla vettura da competizione per essere equipaggiata con un cambio a palette invece del sequenziale da corsa e per un motore più potente di circa 200 cv. L'Hunter ha militato nel Rally Dakar e nel campionato del mondo rally raid dal 2021 al 2024, anno in cui la Prodrive ha annunciato l'accordo con Dacia per diventarne il team ufficiale a partire dal Rally Dakar 2025. L'Hunter è stata quindi sostituita dalla Dacia Sandrider, che ne ha ripreso molte delle caratteristiche.

## Caratteristiche tecniche
L'Hunter è equipaggiata da un motore da 3,5 litri di origine Ford che sviluppa circa 400 cv (600 sulla versione stradale) montato in posizione anteriore-centrale. Monta un cambio sequenziale da competizione a 6 velocità abbinato a differenziali anteriori, centrali e posteriori e trazione integrale. Il telaio è tubolare in acciaio ad alta resistenza mentre la carrozzeria è costituita da un composito di carbonio e fibre naturali. Gli interni sono equipaggiati con sedili in fibra di carbonio, cintura di sicurezza a 6 punti, doppio estintore e batteria agli ioni di litio leggera. I cerchi in alluminio forgiato da 17 pollici sono abbinati a pneumatici da fuoristrata. I freni sono dotati di pinze anteriori e posteriori a 6 pistoni e dischi ventilati. Le sospensioni sono invece composte da doppio braccio oscillante e due ammortizzatori regolabili per ruota. Il serbatoio, infine, ha una capacità di 480 litri ed è alloggiato in una cella di sicurezza.

## Attività sportiva
L'Hunter ha fatto il suo debutto al Rally Dakar 2021 nelle mani del nove volte campione del mondo rally Sébastien Loeb e del due volte vincitore del Rally Dakar Nani Roma, ottenendo un sesto posto come miglior piazzamento finale. L'anno successivo si ripresenta nelle mani di Loeb, Roma e dell'argentino Orlando Terranova. Proprio il francese si rende protagonista di una lunga battaglia per il primo posto finale con la Toyota di Nasser Al-Attiyah; alcuni problemi tecnici lo costringono tuttavia al secondo posto finale. Nel corso della stagione la vettura ottiene comunque risultati di tutto rispetto, facendo doppietta al Rally del Marocco e aggiudicandosi il Rally di Andalusia. Al Rally Dakar 2023 la vettura si ripresenta ancora una volta nelle mani di Loeb e Terranova. Ancora una volta, tuttavia, si deve accontentare del secondo posto dietro alla Toyota di Al-Attiyah, nonostante un filone di 6 tappe consecutive vinte nella seconda parte di gara. Alla Dakar 2024 l'Hunter si ripresenta per l'ultima volta nelle mani di Loeb e dello storico rivale Al-Attiyah. Entrambi i piloti, tuttavia, incorrono in numerosi problemi tecnici. Il qatariota è costretto al ritiro già nella prima parte della competizione, mentre il francese riesce a rimontare fino al terzo posto finale dietro all'Audi di Carlos Sainz e alla Toyota di Guillaume De Mévius. Al-Attiyah si aggiudica l'Abu Dhabi Desert Challenge e il BP Ultimate Rally-Raid Portugal e si classifica secondo alla Desafío Ruta 40. Proprio quest'ultima gara sancisce l'addio alle competizioni della vettura, che a partire dal successivo Rally del Marocco viene sostituita dalla Dacia Sandrider.